# Ulrika Manns
Ulrika Manns ( 1965 ) es una botánica sueca, que trabaja como científica académica, en el Departamento de Botánica Sistemática, de la Universidad de Estocolmo.

## Algunas publicaciones
- ulrika Manns, birgitta Bremer. 2010. Towards a better understanding of intertribal relationships and stable tribal delimitations within Cinchonoideae s.s. (Rubiaceae). Molecular Phylogenetics and Evolution 56 ( 1): 21–39 (resumen)

- ----------------, et al. 2009. New combinations and names in Lysimachia (Myrsinaceae) for species of Anagallis, Pelletiera and Trientalis. Willdenowia 39: 49-54, ISSN 0511-9618

- ---------------, arne a. Anderbergb. 2007. Relationships of Anagallis foemina and A. arvensis (Myrsinaceae): New insights inferred from DNA sequence data. Molecular Phylogenetics and Evolution 45 ( 3): 971–980 (resumen)

### Libros
- 2007. Evolutionary Relationships Within the Lysimachia Complex with Special Emphasis on Anagallis. Ed. Stockholm Univ. 31 pp. ISBN 9171555498, ISBN 9789171555496

- 2006. Phylogeny and Character Evolution in Anagallis. Ed. Department of Botany, Stockholm Univ. 8 pp.
- La abreviatura «U.Manns.» se emplea para indicar a Ulrika Manns como autoridad en la descripción y clasificación científica de los vegetales.[2]